# بيلي همفريز
بيلي همفريز (بالإنجليزية: Billy Humphries)‏ هو لاعب كرة قدم بريطاني، ولد في 8 يونيو 1936 في بلفاست في المملكة المتحدة. شارك مع منتخب أيرلندا الشمالية لكرة القدم. أما مع النوادي، فقد لعب مع أردز وسوانزي سيتي وغلينتوران وكوفنتري سيتي وليدز يونايتد.

## وصلات خارجية
- بيلي همفريز على موقع الاتحاد الأوربي (الإنجليزية)
- بيلي همفريز على موقع قاعدة بيانات كرة القدم.إي يو (الإنجليزية)
- بيلي همفريز على موقع ناشيونال فوتبول تيمز (الإنجليزية)